# وبرن ۴۵۲۹
سیارک ۴۵۲۹ (به انگلیسی: 4529 Webern، نامگذاری:1984ED) چهار هزار و پانصد و بیست و نهمین سیارک کشف شده‌است که در ۱ مارس ۱۹۸۴ کشف شد.
قدر مطلق سیارک برابر ۱۲٫۱۰ است.